# Platycaulos
Platycaulos é um género botânico pertencente à família Restionaceae. Encontra-se no sudeste do continente africano desde a África do Sul à Tanzânia, incluindo Madagáscar.

## Espécies
O género Platycaulos inclui oito espécies:
- Platycaulos acutus Esterh.
- Platycaulos anceps (Mast.) H.P.Linder
- Platycaulos callistachyus (Kunth) H.P.Linder
- Platycaulos cascadensis (Pillans) H.P.Linder
- Platycaulos compressus (Rottb.) H.P.Linder
- Platycaulos depauperatus (Kunth) H.P.Linder
- Platycaulos major (Mast.) H.P.Linder
- Platycaulos subcompressus (Pillans) H.P.Linder